# Paterson Chato
Paterson Chato Nguendong (* 1. Dezember 1996 in Goma, Zaire, heute DR Kongo) ist ein deutsch-kamerunischer Fußballspieler.

## Karriere
Paterson Chato spielte von 2004 bis 2009 in der Jugend des FC Schalke 04 und von 2009 bis 2014 für die Jugendmannschaften von Bayer 04 Leverkusen. Von 2012 bis 2014 war er Stammspieler in der A-Junioren-Bundesliga. Er kam auch zu sechs Einsätzen in der UEFA Youth League. Für die Saison 2014/15 wurde er an den Drittligisten Energie Cottbus verliehen. Dort kam er in der Hinrunde der Saison nur zu einem Einsatz in der ersten Mannschaft und spielte ansonsten achtmal in der zweiten Mannschaft in der fünftklassigen Oberliga Nordost. Zur Saison 2015/16 wechselte Chato in die viertklassige Regionalliga West zum SC Wiedenbrück. Er erhielt einen Vertrag mit einer Laufzeit bis zum 30. Juni 2017. Dort kam er in zwei Spielzeiten auf 59 Ligaeinsätze, in denen er sechs Tore erzielte. Zur Saison 2017/18 wechselte Chato innerhalb der Regionalliga West in die zweite Mannschaft von Borussia Dortmund. Er kam in 25 Ligaspielen zum Einsatz und erzielte zwei Treffer. Zur Saison 2018/19 schloss sich Chato dem Drittligateam der Sportfreunde Lotte an. Er unterschrieb einen Einjahresvertrag. Nach dem Abstieg der Westfalen verlängerte der Mittelfeldspieler seinen Vertrag nicht mehr. Zur Spielzeit 2019/20 wechselte Chato zum in die 2. Bundesliga aufgestiegenen SV Wehen Wiesbaden. Er erhielt einen Vertrag mit einer Laufzeit bis zum 30. Juni 2021. Hier konnte sich der Mittelfeldspieler zum Ende der Hinserie einen Stammplatz erarbeiten und kam zeitweise auch als Innenverteidiger zum Einsatz. Anfang Mai 2020 wurde sein noch ein Jahr gültiger Vertrag um zwei weitere Jahre verlängert. Noch vor dessen Ablauf wechselte er im Sommer 2021 innerhalb der 3. Liga zu Türkgücü München. Dort war Chato nach dessen Insolvenz im Januar 2022 fünf Monate ohne Verein, ehe ihn im Sommer der VfL Osnabrück verpflichtete.
Für den VfL kam er in seiner ersten Saison zu 29 Drittligaeinsätzen und schaffte mit dem Team zu Saisonende den Aufstieg in die 2. Bundesliga. In dieser angekommen, spielte er in der Saison 2023/24 aber keine Rolle mehr und absolvierte nur ein Spiel bis zur Winterpause. Im Anschluss verließ er den Verein im Januar 2024 und wechselte zum österreichischen Bundesligisten SC Austria Lustenau. Für Lustenau absolvierte er 14 Partien in der Bundesliga, aus der er mit dem Team aber abstieg. Daraufhin verließ er die Austria nach der Saison 2023/24 wieder.
Zur Saison 2024/25 kehrte Chato daraufhin nach Deutschland zurück und wechselte zum Regionalligisten SV Rödinghausen.